# بلو برد ایویشین
بلو برد ایویشین (به انگلیسی: Blue Bird Aviation) یک شرکت هواپیمایی است که در تاریخ ۱۹۸۹ میلادی تأسیس شده است.